# São Gotardo
São Gotardo là một đô thị thuộc bang Minas Gerais, Brasil. Đô thị này có diện tích 853,745 km², dân số năm 2007 là 30757 người, mật độ 36,02 người/km².